# Little Wanganui River
Der Little Wanganui River ist ein Fluss im Buller District in der Region West Coast auf der Südinsel von Neuseeland.

## Geographie
Der Little Wanganui River entspringt unmittelbar nördlich des Little Wanganui Saddle zwischen den Gebirgszügen der Scarlett Range und der Allen Range in den nordwestlichen Ausläufern des 1510 m hohen Mount Allen und speist kurz nach der Quelle zwei Gebirgsseen, die Saddle Lakes. Anschließend fließt er zunächst im Tal zwischen dem Mount Zetland und dem Mount Lester in nordwestlicher Richtung, um sich dann in einem Bogen nach Südwesten zu wenden.
Rund 3,8 km ostnordöstlich seiner Mündung in die Karamea Bight schlängelt er sich mäanderförmig durch die Ebene des Küstenstreifens an der Westküste. Südlich der kleinen Siedlung Little Wanganui mündet der Fluss dann schließlich in die Karamea Bight, eine weite Bucht der Tasmansee.

## Wanderwege
Entlang der nördlichen Seite des Little Wanganui River verläuft der Wangapeka Track bis zu seiner Quelle, überquert den Little Wanganui Saddle und folgt dem Taipo River in östliche Richtung. Der Johnson Track führt am Zufluss Kiwi Creek entlang über den Kiwi Saddle in das Tal des Johnson River und folgt diesem bis in die Nähe seiner Mündung in den Allen River.